# Жемчужников, Михаил Николаевич
Михаил Николаевич Жемчужников (1788 — 1865) — сенатор, действительный тайный советник, губернатор костромской (1832—1833) и санкт-петербургский (1835—1840). Отец художника Льва Жемчужникова и трёх поэтов — Алексея, Александра, Владимира.

## Биография
Из дворянского рода Жемчужниковых Орловской губернии. По окончании Первого кадетского корпуса 25 февраля 1806 года был произведён в подпоручики артиллерии, при этом был назначен адъютантом к графу А. А. Аракчееву, но вскоре, по рапорту, был назначен на Кавказ в седьмой артиллерийский полк, переименованный в 21-ю артиллерийскую бригаду.

### Военная карьера
В 1810 году принимал участие в двух военных операциях: против закубанских народов и против кабардинцев. Был награждён орденом св. Владимира 4 степени с бантом. В том же году он перешёл служить службу в Первый кадетский корпус, а через два года перешёл в 11-ю артиллерийскую бригаду, которая позже была переименована в 24-ю.
Воевал в Отечественной войне 1812 года, где участвовал в сражениях на территории России и за границей. 1 (13) марта 1814 года, в заграничном походе русской армии при отступлении от города Реймса, Михаил Николаевич был взят в плен и пробыл там до 30 мая (11 июня) 1814 года, когда был заключён мир. В 1815 году он принял участие в походах в Польшу, Германию и Францию.
1 марта 1820 года вышел в отставку по домашним обстоятельствам. В 1827 году поступил на государственную службу в корпус жандармов жандармским штаб-офицером в город Орёл. Активно выявляя злоупотребления местных властей он разоблачил деятельность Орловского гражданского губернатора П. А. Сонцова, губернского прокурора Андреева, а также губернского предводителя дворянства Г. Милорадовича. В результате П. А. Сонцов был разжалован и его место занял А. В. Кочубей.
В 1831 году активно участвовал в военной кампании против Польши. Вступил в пределы Царства Польского вместе с главной квартирой, находясь при главнокомандующем действующей армии И. И. Дибиче-Забалканском. Участвовал в сражениях, в том числе во взятии Варшавы. За боевые отличия был награждён несколькими орденами. Был назначен на должность генерал-гевальдигера действующей армии.

### Гражданская карьера
В 1832 году переименован в чин действительного статского советника и был назначен на должность Костромского гражданского губернатора. В этой должности он выполнял высочайшее поручение по расследованию и пресечению раскольнической деятельности купца Н. А. Папулина, который основал в Судиславле убежище для беглых людей, где укрывал порядка 170 человек.
Через три года из-за смерти жены с формулировкой «по состоянию здоровья» он был уволен и причислен к министерству внутренних дел.
В 1835 году снова занял высокий пост, став Санкт-Петербургским гражданским губернатором. Выполнял массу поручений, таких как взыскание податей и недоимок, приём рекрутов, а также по реформации системы управления государственным имуществом.
Он был неоднократно отмечен государем и получал денежные и орденские награды.
Активно занимался общественной деятельностью, с 1836 по 1840 год был членом Попечительского совета заведений общественного призрения в Санкт-Петербурге, с 1847 по 1865 год — попечителем Больницы святого Николая Чудотворца, Больницы св. Марии Магдалины и Волковской богадельни раскольников. Пожертвовал личные средства на создание церкви Николая Чудотворца в здании Больницы Николая Чудотворца. При Жемчужникове были открыты больницы в Шлиссельбурге и Ямбурге. Активно работал на пользу бедных и больных города, особенно — во время холеры в конце 1850-х годов.
30 декабря 1840 года он был произведён в тайные советники, вместе с этим ему повелено было присутствовать в Правительствующем Сенате.
Позже получал разнообразные государственные поручения:
- в 1842 году — произвести ревизию Восточной Сибири, но он не смог выполнить его из-за болезни;
- в 1843 году — произвести ревизию деятельности руководства города Таганрога;
- в 1844 году — инспектировать Керченский карантин, за это М. Н. Жемчужников получил орден Белого орла;
- в 1846 году Жемчужников был назначен заседать в Сенате при решении вопросов производства торгов на отдачу в откуп акцизных статей по питейным сборам.

Его деятельность была отмечена орденом Святого Александра Невского, к которому в 1854 году были добавлены алмазные знаки этого ордена.
В 1858 году получил чин действительного тайного советника, и в 1863 году ему были пожалованы «в вечное и потомственное владение 4600 десятин удобной и неудобной земли» в Самарской губернии.
В 1865 году получил орден святого Владимира 1-й степени.
Скончался 3 (15) сентября 1865 года будучи на службе. Похоронен на Смоленском православном кладбище в Санкт-Петербурге.

## Семья

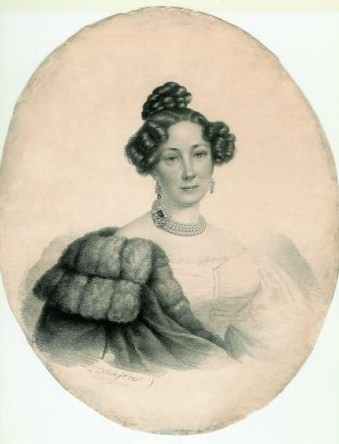
Ольга Алексеевна, жена

Жена (с 1818 года) — Ольга Алексеевна Перовская (1798—1833), внебрачная дочь А. К. Разумовского; родная сестра матери графа А. К. Толстого. После свадьбы жила с мужем в имении отца Почепе близ Гомеля; позже то в Москве, то в орловском имении в Павловке. Умерла после непродолжительной болезни, получив воспаление мозга от простуды после поездки на бал к соседям, где были плохо протоплены комнаты для её ночлега. Похоронена на кладбище в селе Долгом, в двадцати пяти верстах от имения Павловска. Дети:
- Софья (1819—1822)
- Алексей (1821—1908)
- Елизавета (1822—1823)
- Николай (1824—1909)
- Александр (1826—1896)
- Лев (1828—1912)
- Владимир (1830—1884)
- Анна (1831—1908), замужем за В. А. Арцимовичем